# Mihail Kutuzov (hajó)
A Mihail Kutuzov (oroszul: Михаил Кутузов) a Szovjet Haditengerészet, majd az Orosz Haditengerészet 68bisz típusú (Szverdlov osztályú) könnyűcirkálója volt. A Szovjetunión belül az Ukrán Szovjet Szocialista Köztársasághoz tartozó Nyikolajevben építették. 1952-ben bocsátották vízre, majd 1954-ben állították szolgálatba a Fekete-tengeri Flottánál. Napjainkban múzeumhajó Novorosszijszkban.

## Története
Építését 1951. február 22-én kezdték el a nyikolajevi (ma: Mikolajiv) Noszenko hajógyárban. 1951. november 29-én bocsátották vízre, majd 1954. augusztus 9-én vonták fel rá a Szovjet Haditengerészet lobogóját. 1955. január 31-én állították szolgálatba a Fekete-tengeri Flottánál.